# Diatraea lisetta
Diatraea lisetta là một loài bướm đêm trong họ Crambidae.